# Little Rock
Little Rock – miasto w Stanach Zjednoczonych, stolica i największe miasto stanu Arkansas, ośrodek administracyjny hrabstwa Pulaski, położone na południowym brzegu rzeki Arkansas. W 2010 roku liczyło 193 524 mieszkańców. Główny ośrodek obszaru metropolitalnego Little Rock–North Little Rock–Conway, zamieszkanego przez 709 901 osób (2011).
Położone w pobliżu geograficznego centrum stanu Arkansas, Little Rock zawdzięcza swoją nazwę (dosł. „mała skała”) znajdującej się w tym miejscu niewielkiej formacji skalnej, nad brzegiem rzeki Arkansas.
Dwa okręty United States Navy zostały nazwane na cześć miasta, a wśród nich Littoral Combat Ship USS Little Rock (LCS-9).

## Historia

### Początki

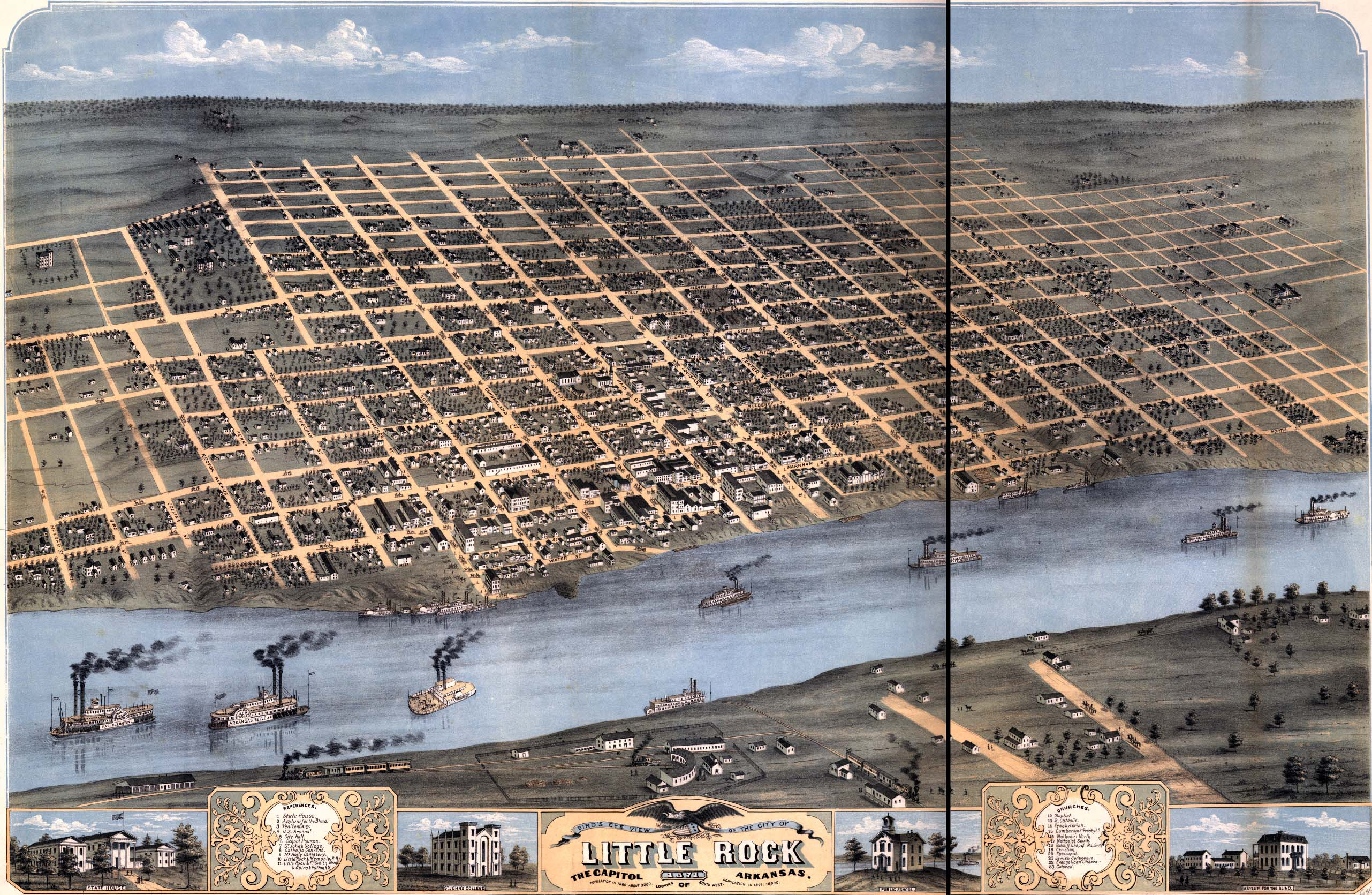
Little Rock w 1871 roku

Badania archeologiczne wykazały, że tereny współczesnego Little Rock zamieszkiwane były przez Indian na tysiące lat wcześniej, nim dotarli do nich Europejczycy. Lokalna ludność zdominowana była przez plemiona Kaddo, Quapaw, Osedżów, Czoktawów i Czirokezów. Wśród pierwszych osadników byli prawdopodobnie przedstawiciele ludów Folsom, Bluff Dwellers i Mississippi, odpowiadający za różnego rodzaju roboty ziemne, na czele z budową kopców. Zostały one odkryte w 1541 roku przez hiszpańską ekspedycję, na czele której stał Hernando de Soto.
Miasto zyskało swoją nazwę ze względu na małe kamienie, występujące na południowych brzegach rzeki Arkansas. Miejsce to wykorzystywane było przez wczesnych podróżników jako punkt orientacyjny. W 1721 roku francuski odkrywca i handlarz Jean-Baptiste Bénard de la Harpe użył określenia „la Petite Roche” (Mały Kamień), by opisać przejście z regionu płaskich terenów delty Mississippi do podnóży gór Ouachita. Z czasem nazwa spopularyzowała się wśród innych podróżników i przywarła do tego obszaru.

### Kalendarium
- 1722 – Francuski odkrywca Jean-Baptiste Bénard de la Harpe dociera do formacji niewielkich kamieni na południowym brzegu rzeki Arkansas; określa to miejsce mianem „la Petite Roche” i buduje punkt handlowy.
- 1812 – W okolicy powstają pierwsze domy mieszkalne.
- 1820 – Robert Crittenden (ur. 1797) i Chester Ashley (ur. 1791) zawierają umowę o partnerstwie w działalności prawniczej, dając podwaliny Rose Law Firm, najstarszej kancelarii prawnej po zachodniej stronie rzeki Mississippi.
- 1821 – Little Rock staje się stolicą Terytorium Arkansas, powstałego w 1819 roku.
- 1831 – Little Rock zyskuje oficjalnie prawa miejskie.
- 1833 – rozpoczyna się budowa Kapitolu Terytorium Arkansas; oddany do użytku w 1842 roku budynek pełni rolę Kapitolu Stanu do roku 1911
- 1836 – Arkansas uznane zostaje za 25. stan amerykański, zaś Little Rock jego stolicę.
- 1861 – Arkansas dołącza do Konfederacji.
- 1863 – Siły Unii zajmują Little Rock.
- 1874 – Wybuch wojny Brooks–Baxter.
- 1880 – W Little Rock na świat przychodzi generał armii Douglas MacArthur; obecnie w jego dawnym domu mieści się MacArthur Museum of Arkansas Military History, zaś okoliczne tereny zyskały nazwę MacArthur Park.
- 1911 – Do użytku oddany zostaje nowy Kapitol Stanowy.
- 1916 – Miasto „wchłania” dotychczas podmiejską dzielnicę Pulaski Heights, co zapoczątkowało ekspansję terenów miejskich na zachód.
- 1957 – Do szkoły Little Rock Central High School(inne języki) zaczyna uczęszczać pierwsza w historii grupa czarnoskórych uczniów, tzw. „Dziewiątka z Little Rock”. W reakcji na publiczne protesty (Arkansas jest wówczas trzecim najbardziej segregowanym rasowo stanem amerykańskim, po Missisipi i Alabamie), Prezydent Dwight Eisenhower wysyła do miasta członków Gwardii Narodowej, by zapewnili „Dziewiątce” bezpieczeństwo i umożliwili im korzystanie z prawa do nauki.
- 1958 – Wszystkie trzy publiczne szkoły średnie w Little Rock zostają na rok zamknięte przez władze stanowe.
- 1968 – Centrum miasta przeżywa boom na rynku nieruchomości; w fazie konstrukcji pozostają Worthen Bank Building (114 m) i Union National Bank (100 m)
- 1974 – W Little Rock powstaje pierwszy Bank Narodowy; jego siedziba staje się najwyższym obiektem w mieście (138 m).
- 1986 – Do użytku zostaje oddana Capitol Tower; dzięki wysokości 167 m, zostaje najwyższym budynkiem w mieście.
- 1992 – Bill Clinton obejmuje stanowisko Prezydenta Stanów Zjednoczonych; w noc wyborów, po ogłoszeniu wyników, przemawia na schodach przed historycznym Old State House w Little Rock. Clinton jest pierwszą w historii osobą ze stanu Arkansas, która została głową państwa amerykańskiego.
- 2004 – Otwarty zostaje ośrodek William J. Clinton Presidential Center and Park; w ceremonii udział biorą m.in. ówczesny gubernator Mike Huckabee, Prezydent George W. Bush, a także byli prezydenci: George H.W. Bush i Jimmy Carter.
- 2006 – Międzynarodowa organizacja charytatywna Heifer International przeznacza 17,5 miliona dolarów na budowę swojej siedziby w Little Rock.
- 2006 – Otwarty zostaje Pulaski County Pedestrian and Bicycle Bridge, znany powszechnie jako Big Dam Bridge(inne języki); dzięki długości ponad tysiąca metrów, w momencie otwarcia był to największy na świecie most, wybudowany specjalnie dla pieszych/rowerzystów[4].

## Geografia
Zgodnie z danymi United States Census Bureau, miasto zajmuje łączną powierzchnię 302,5 km², z czego 300,9 km² to ląd, zaś 1,6 km² (0,52%) to wody.
Little Rock leży na południowym brzegu rzeki Arkansas w centrum stanu Arkansas. Przez miasto przebiegają wododziały Fourche Creek i Rock Creek, wpływające do rzeki. Zachodnia strona Little Rock znajduje się u podnóży gór Ouachita. Na północ od granic administracyjnych Little Rock ulokowana jest góra Pinnacle, a także jezioro Maumelle, skąd czerpana jest większość wody pitnej.
Po drugiej stronie rzeki Arkansas położone jest miasto North Little Rock, które jest niekiedy błędnie uznawane za część Little Rock. Pierwotnie było ono bowiem jedną z dzielnic Little Rock, zwaną Argenta. Sąd Najwyższy Arkansas zezwolił w 1904 roku na włączenie tejże dzielnicy w granice sąsiedniego North Little Rock.

### Klimat
Little Rock znajduje się w strefie wilgotnego klimatu subtropikalnego (klasyfikacja Köppena – Cfa). Okresy letnie są gorące i mokre, zaś zimowe łagodne, z niewielkimi opadami śniegu.
Najwyższą odnotowaną temperaturą w historii Little Rock było 46 °C (114 °F) z 3 sierpnia 2011 roku, zaś najniższą –12 °C (25 °F) z 12 lutego 1899 roku.
| Miesiąc                              | Sty   | Lut   | Mar   | Kwi   | Maj   | Cze   | Lip  | Sie  | Wrz   | Paź   | Lis   | Gru   | Roczna |
| ------------------------------------ | ----- | ----- | ----- | ----- | ----- | ----- | ---- | ---- | ----- | ----- | ----- | ----- | ------ |
| Rekordy maksymalnej temperatury [°C] | 28    | 31    | 33    | 35    | 37    | 42    | 44   | 46   | 41    | 36    | 30    | 27    | 46     |
| Średnie temperatury w dzień [°C]     | 10,4  | 13    | 18    | 23    | 27,4  | 31,7  | 33,6 | 33,7 | 29,7  | 23,7  | 17,2  | 11,4  | 22,7   |
| Średnie temperatury w nocy [°C]      | -0,1  | 1,8   | 6,2   | 10,7  | 15,8  | 20,4  | 22,5 | 21,9 | 17,7  | 11,2  | 5,8   | 1,1   | 11,2   |
| Rekordy minimalnej temperatury [°C]  | -30   | -31   | -24   | -19   | -16   | -13   | -11  | -12  | -16   | -19   | -24   | -28   | −31    |
| Opady [mm]                           | 90,2  | 93    | 118,9 | 130,6 | 123,7 | 92,5  | 83,1 | 65,8 | 80,8  | 124,7 | 134,1 | 126,2 | 1263,4 |
| Średnia liczba dni śnieżnych         | 0.7   | 0.9   | 0.3   | 0     | 0     | 0     | 0    | 0    | 0     | 0     | 0     | 0.2   | 12,1   |
| Średnia liczba dni z opadami         | 8,9   | 9,1   | 9,8   | 9,4   | 11,1  | 8,7   | 8,2  | 6,4  | 7,3   | 8,2   | 8,9   | 9,7   | 105,7  |
| Średnie usłonecznienie [h]           | 180.9 | 188.2 | 244.5 | 276.7 | 325.3 | 346.2 | 351  | 323  | 271.9 | 251   | 176.9 | 166.2 | 3101,8 |
| Źródło: NOAA, The Weather Channel    |       |       |       |       |       |       |      |      |       |       |       |       |        |

## Demografia
Zgodnie z danymi spisu powszechnego z 2000 roku, Little Rock zamieszkiwało 183 133 osób, 46 488 rodzin, a w mieście znajdowało się 77 352 gospodarstw domowych. Gęstość zaludnienia wynosiła wówczas 608,5/km², zaś gęstość występowania 84 793 budynków domowych wynosiła 281,7/km². Wedle kryterium rasowego, badania z lat 2005–2007 wykazały, że 52,7% mieszkańców reprezentowało rasę białą (spadek w porównaniu do 74,1% w roku 1970), 42,1% czarną, 4,7% było Latynosami, 0,4% Indianami, 2,1% miało korzenie azjatyckie, a 0,1% stanowili przybysze z wysp Pacyfiku. 1,2% ludności było przedstawicielami innej rasy, a kolejne 1,4% reprezentowało co najmniej dwie rasy.
W mieście znajdowało się 77 352 gospodarstw domowych, z czego 28,6% zamieszkiwanych było przez dzieci poniżej 18 roku życia, 40,5% stanowiły żyjące wspólnie małżeństwa, 16,1% prowadzonych było przez kobiety (bez obecnego męża), zaś 39,9% stanowiły nie-rodziny. 33,8% spośród wszystkich gospodarstw domowych zamieszkiwanych było przez osoby indywidualne, z czego 9,1% przez ludzi samotnych powyżej 65 roku życia. Średnia liczebność gospodarstwa domowego wynosiła 2,3, a rodziny 2,98.
Z uwzględnieniem podziału wiekowego, 24,7% mieszkańców miasta nie ukończyło 18 lat, 10% stanowili ludzie w przedziale 18-24, 31,7% w wieku 25-44, ludność z przedziału 45-64 wynosiła 22%, natomiast 11,6% populacji miało co najmniej 65 lat. Średnia wieku oscylowała wokół 34 lat. Na każde 100 kobiet przypadało 89,2 mężczyzn, a na każde 100 kobiet w wieku powyżej 18 lat przypadało 85 mężczyzn.
Średni dochód gospodarstwa domowego wynosił 37 572 dolarów, zaś rodziny 47 446 dolarów. Mężczyźni generowali dochody w wysokości 35 689 dolarów, a kobiety 23 209 dolarów. 14,3% mieszkańców żyło poniżej relatywnej granicy ubóstwa.

### Obszar metropolitalny
W 2011 roku populacja obszaru metropolitalnego Little Rock-North Little Rock-Conway wynosiła 709 901 mieszkańców. W skład tegoż obszaru wchodzą hrabstwa: Pulaski, Faulkner, Grant, Lonoke, Perry i Saline. Do największych miast, poza Little Rock, należą natomiast: North Little Rock, Conway, Jacksonville, Benton, Sherwood, Cabot, Maumelle oraz Bryant.

### Religia
Według spisu na 2010 rok największymi grupami religijnymi w aglomeracji były:
- Południowa Konwencja Baptystów: 125.653 członków w 234 zborach
- Zjednoczony Kościół Metodystyczny: 44.865 członków w 101 zborach
- Protestantyzm bezdenominacyjny: 42.482 członków w 114 zborach
- Kościół katolicki: 31.635 członków w 21 kościołach
- Amerykańskie Stowarzyszenie Baptystyczne: 22.052 członków w 90 zborach
- Kościoły Chrystusowe: 14.958 członków w 80 zborach
- Zbory Boże: 12.921 członków w 50 zborach
- Narodowa Konwencja Baptystyczna USA: 12.476 członków w 24 zborach
- Kościół Nazareński: 6785 członków w 25 zborach
- Kościół Jezusa Chrystusa Świętych w Dniach Ostatnich: 6346 członków w 11 zborach
- Kościół Prezbiteriański USA: 5185 członków w 14 zborach
- Kościół Episkopalny: 4675 członków w 11 kościołach
- Afrykański Kościół Metodystyczno-Episkopalny: 4091 członków w 21 zborach
- Kościół Boży w Chrystusie: 3586 członków w 20 zborach
- Kościół Luterański Synodu Missouri: 3420 członków w 15 kościołach
- Zielonoświątkowy Kościół Boży: 2065 członków w 19 zborach

## Gospodarka
W Little Rock swoje siedziby ma kilka dużych korporacji, włączając w to Dillard's Department Stores, Windstream Communications i Acxiom. Znaczący udział w lokalnej gospodarce mają również Dassault Falcon Jet i Raytheon Aircraft Company, mimo że ich centrale znajdują się w innych miastach.

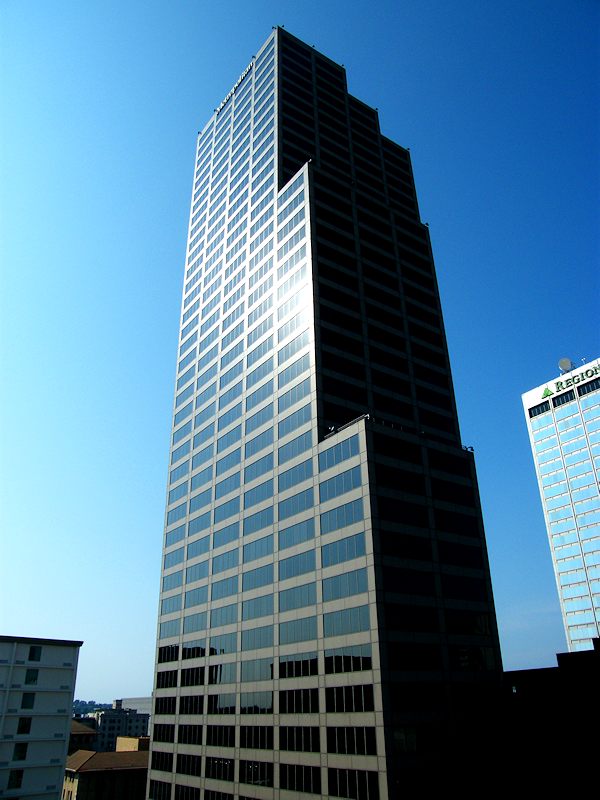
Metropolitan Bank Tower, siedziba Metropolitan National Bank

Do lokalnych organizacji non-profit zaliczyć można m.in.: Association of Community Organizations for Reform Now, Heifer International, Lions World Services for the Blind, Clinton Presidential Center oraz Winrock International.
Najważniejszymi pracodawcami w regionie są: Blue Cross and Blue Shield, Baptist Health Medical Center, Entergy, Dassault Aviation, Raytheon, Siemens, AT&T Mobility, Kroger, Euronet Worldwide, L’Oréal Paris i Timex. Jednym z największych publicznych pracodawców, dającym 10 552 miejsc zatrudnienia, jest University of Arkansas for Medical Sciences (UAMS) i jego ośrodki – Arkansas Children's Hospital oraz Central Arkansas Veterans Healthcare System. Gospodarczy wpływ, jaki każdego roku wywiera na Arkansas UAMS szacowany jest na około 5 miliardów dolarów.
W Little Rock działa port rzeczny, wokół którego utworzono przemysłowy kompleks budynków biznesowych, określany jako Strefa Handlu Zagranicznego. W kompleksie swoje biura prowadzi 14 zagranicznych firm, włączając w to między innymi duńską Wind Power LM, która jest największym na świecie producentem łopat do turbin wiatrowych.
W mieście znajduje się jeden z trzech oddziałów Systemu Rezerwy Federalnej Stanów Zjednoczonych dla dystryktu St. Louis; pozostałe dwa zlokalizowane są w Louisville i Memphis.
W 2005 roku magazyn Forbes umieścił Little Rock na 22. miejscu listy najlepszych do rozwijania biznesu obszarów metropolitalnych w skali państwa. Z kolei Moody’s Investor Services uznał Little Rock za 2. najbardziej zróżnicowane gospodarczo miasto w Stanach Zjednoczonych. W 2009 roku Brookings Institution przyznał Little Rock tytuł 7. najlepszej gospodarki metropolitalnej w kraju. W 2011 roku Forbes uznał Little Rock za 2. najczystsze miasto w Stanach Zjednoczonych, z uwzględnieniem takich kryteriów, jak jakość wody czy powietrza.

## Muzea

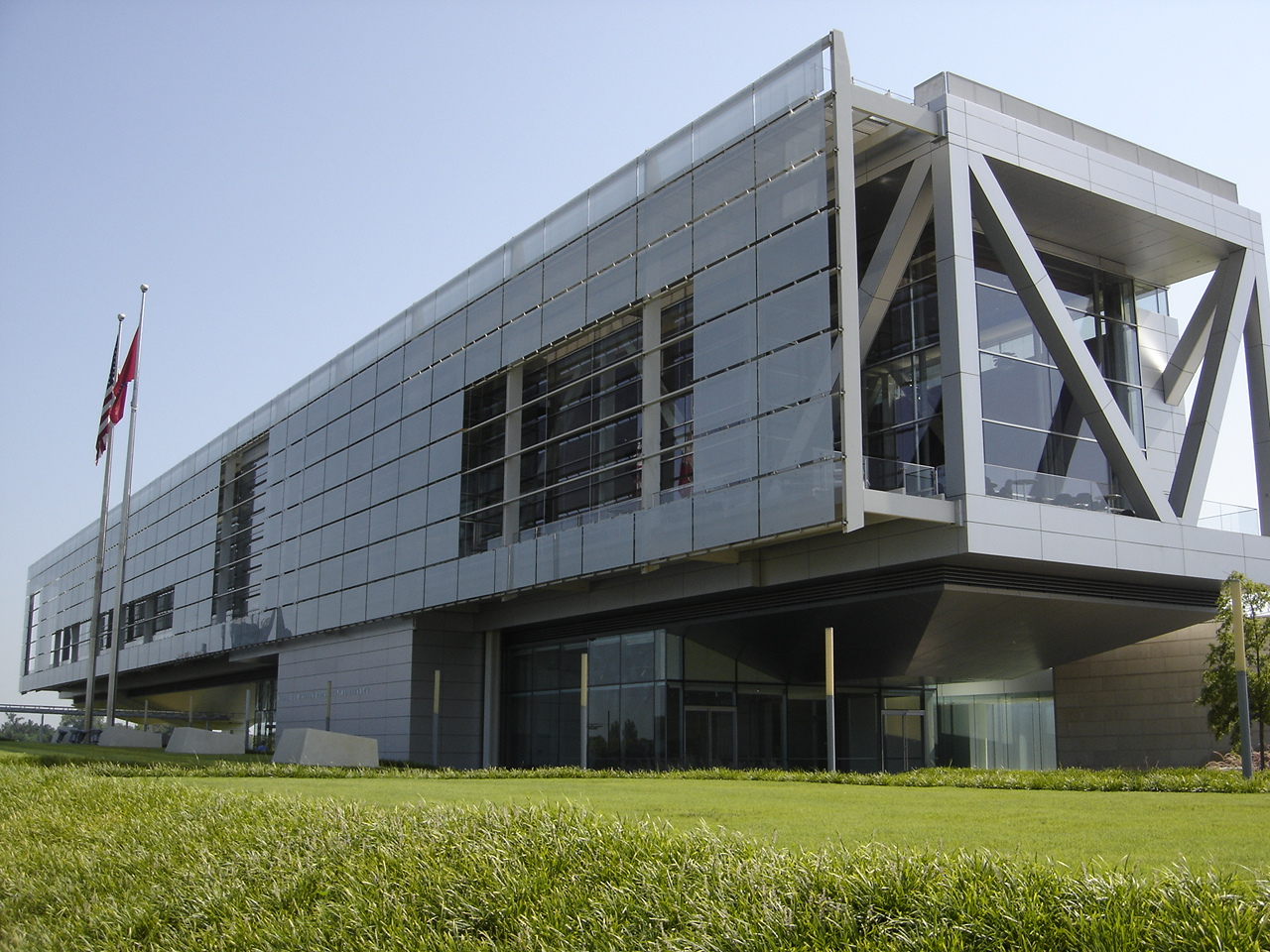
Biblioteka prezydencka Billa Clintona w William J. Clinton Presidential Center

- Arkansas Arts Center(inne języki), muzeum i centrum sztuki, stanowi największą instytucję kulturalną w Arkansas.
- Arkansas Museum of Discovery(inne języki) prezentuje wystawy poświęcone nauce, technologii i historii.
- William J. Clinton Presidential Center to ośrodek naukowo-kulturalno-edukacyjny, mieszczący bibliotekę prezydencką Billa Clintona, siedzibę Fundacji Clintona, a także Clinton School of Public Service. Archiwa i biblioteka dysponują w sumie ponad 2 milionami fotografii, 80 milionami stron dokumentów, 21 milionami zapisanych wiadomości e-mailowych, a także niemal 80 tysiącami artefaktów w okresu prezydentury Clintona. W muzeum znajduje się ponadto między innymi pełnowymiarowa replika Gabinetu Owalnego Clintona.
- Historic Arkansas Museum(inne języki) stanowi muzeum poświęcone historii regionu, a zwłaszcza początkom jego rozwoju.
- MacArthur Museum of Arkansas Military History(inne języki) jest jednym z najstarszych budynków w środkowym Arkansas, a zarazem miejscem narodzin generała armii Douglasa MacArthura.
- Old State House Museum mieści obecnie muzeum poświęcone głównie najnowszej historii Arkansas; w przeszłości znajdował się tu kapitol stanowy.

## Sport
| Klub                         | Liga                           | Obiekt domowy        | Data założenia | Mistrzostwa |
| ---------------------------- | ------------------------------ | -------------------- | -------------- | ----------- |
| Arkansas Travelers           | Texas League                   | Dickey-Stephens Park | 1895           | 9           |
| Arkansas-Little Rock Trojans | NCAA–Sun Belt Conference       | Jack Stephens Center | 1927           | 3           |
| Arkansas-Little Rock Trojans | NCAA–Sun Belt Conference       | Gary Hogan Field     | 1927           | 0           |
| Arkansas Rhinos              | North American Football League | Mills High School    | 2000           | 1           |

## Władze

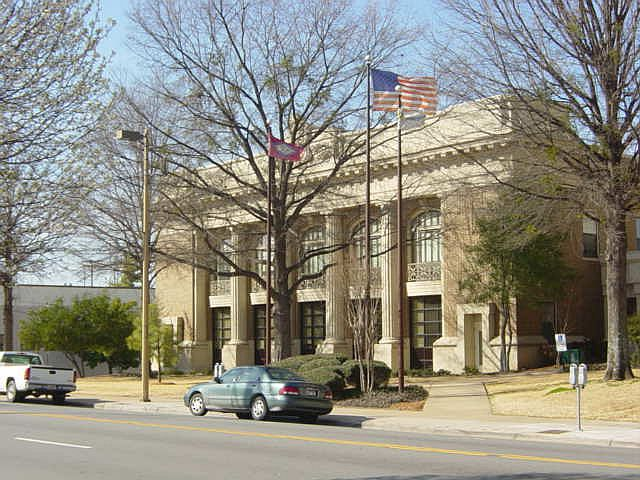
Ratusz miejski w Little Rock

W Little Rock obowiązuje forma rządów burmistrz–rada miejska, z bardzo silną pozycją tego pierwszego (obejmującą między innymi prawo weta). Do 2007 roku podział władz w mieście opierał się na systemie menedżer–rada miejska, który jednak przekształcono na drodze referendum. Funkcja menedżera została utrzymana, jednakże nie posiada on już tak rozległych kompetencji.
W 14 departamentach urzędu miast zatrudnienie znajduje ponad 2500 osób.
W Little Rock swoje siedziby posiada większość organów hrabstwa Pulaski oraz stanu Arkansas.

## Transport

### Drogi
Przez Little Rock lub w jego sąsiedztwie przebiega szereg autostrad, włączając w to: I-40 (kierująca się na północ, przez North Little Rock), I-430, I-440, I-530 i I-630, a także drogi ekspresowe US 70, US 67, US 167 i US 67.

### Transport lotniczy
Port lotniczy w Little Rock oferuje stałe połączenia do 18 miast amerykańskich; każdego dnia notuje się około 116 lotów przychodzących/wychodzących. W 2006 roku port obsłużył ponad 2 miliony pasażerów.

### Autobusy
Linie autobusowe Greyhound Lines oferują bezpośrednie połączenia m.in. do: Dallas, Memphis, Houston i St. Louis. Z kolei Jefferson Lines zapewniają połączenia do takich miast, jak: Fort Smith, Kansas City oraz Oklahoma City.

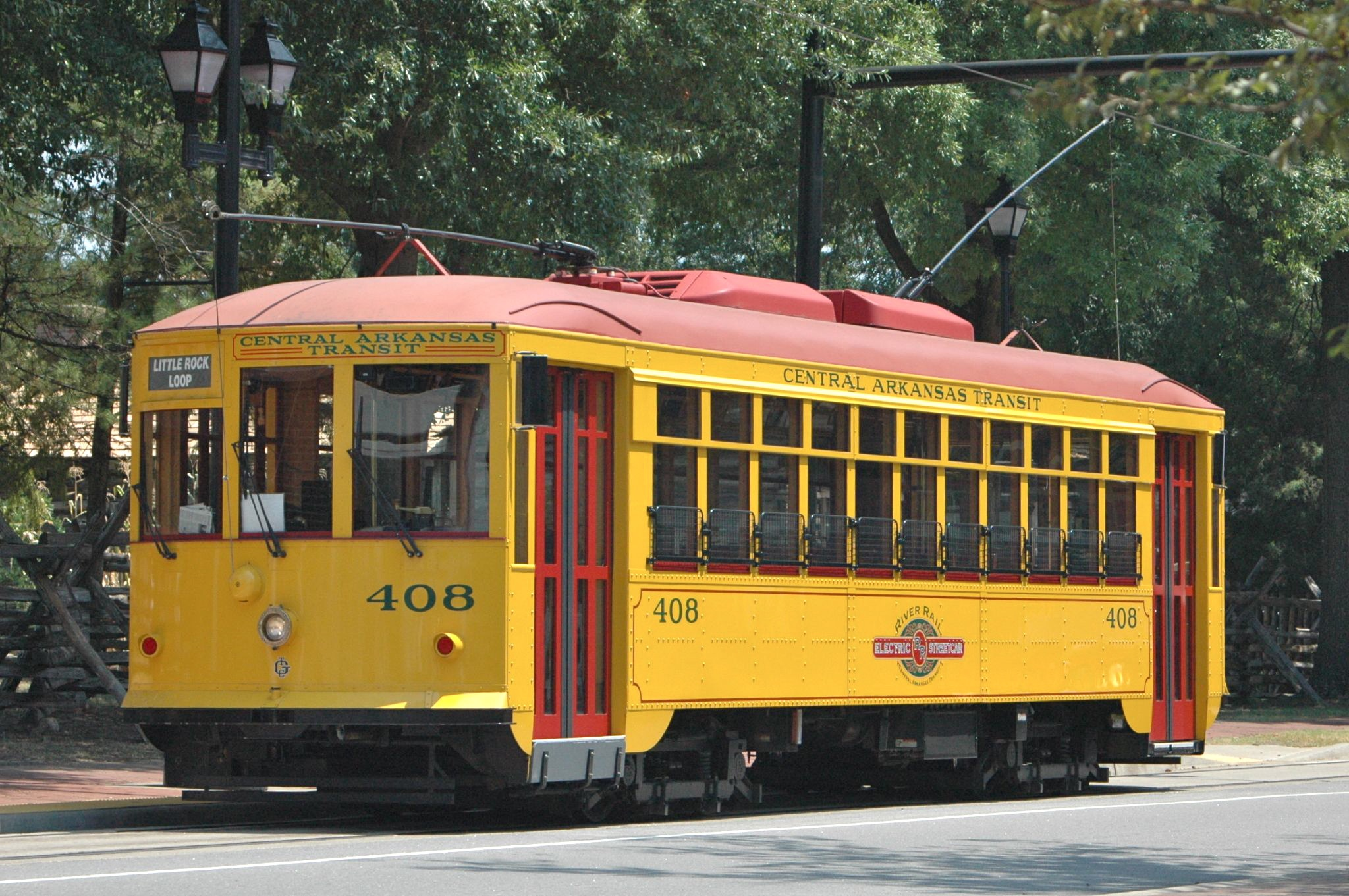
Kursujące w mieście, utrzymane w stylu retro tramwaje

### Kolej
Linia Texas Eagle przewoźnika Amtrak oferuje dwa stałe połączenia kolejowe, do Chicago i do San Antonio. Trzy razy w tygodniu przez miasto przejeżdża również pociąg kierujący się do Los Angeles.

### Komunikacja miejska
Sieć autobusów miejskich obsługiwana jest przez Central Arkansas Transit Authority (CATA). W 2010 roku operowała ona na 16 trasach codziennych, 6 liniach działających w dni robocze (z ograniczoną liczbą kursów w soboty) oraz jedną linią weekendową. Porankami i popołudniami dni roboczych do ruchu włączają się trzy dodatkowe linie autobusowe. Od 2004 roku Little Rock i North Little Rock obsługiwane są również przez utrzymane w stylu retro tramwaje.

## Współpraca
Miejscowości partnerskie Little Rock:
- Caxias do Sul, Brazylia (2017)
- Changchun, Chiny (1994)
- Hanam, Korea Południowa (1992)
- Kaohsiung, Tajwan (1983)
- Mons, Belgia (1997)
- Newcastle upon Tyne, Anglia (1999)